# Кацураги
«Кацураги» — авианосец Императорского флота Японии (яп. 大日本帝国海軍 дай ниппон тэйкоку кайгун) времен Второй мировой войны.

## История службы
8 октября 1944 года достраивающийся в Куре корабль был зачислен в состав 1-й дивизии авианосцев. Работы продолжались до марта 1945 года, когда ввод в строй нового авианосца был признан нецелесообразным, а численность его экипажа сокращена.
Во время налетов американской палубной авиации на Куре 19 марта 1945 года корабль атаковали 10 самолётов и добились одного попадания 500-фунтовой (227 кг) бомбой, которая пробила борт и сделала отверстие диаметром около 1,5 м в бортовой обшивке и верхней ангарной палубе. Осколками повреждены верхняя ангарная и полетная палубы, один человек погиб и двое были ранены.
Во время авианалёта 24 июля, корабль был атакован 10-12 самолётами: одна 500-фунтовая бомба попала в зенитное орудие в средней части по левому борту. Разрушения были незначительными, но погиб весь расчёт орудия — 13 человек, ещё пятеро получили ранения.
В ходе третьего налета 28 июля «Кацураги» атаковали 10-12 самолётов: на этот раз в корабль попало две 1000-фунтовых (454 кг) бомбы, которые пробили полетную палубу позади носового подъемника и взорвались на верхней ангарной палубе. В результате этих попаданий на значительном протяжении деформировались верхняя ангарная и полетная палубы, а также подъемники. Полосу полетной палубы шириной 10 м взрывом снесло к правому борту, и она упала на дымовые трубы, которые также были повреждены. Но корабль полностью сохранил способность к движению, и никаких подводных повреждений и крена не было, как не было и пожаров. Во время боя зенитная артиллерия авианосца сбила один самолёт противника, потери экипажа составили 13 человек убитыми и 12 ранеными.
После капитуляции с авианосца было снято все вооружение, он был переоборудован и использовался для репатриации японских подданных из Китая.